# Панфилов, Дмитрий Иванович
Дмитрий Иванович Панфилов (1913—1985) — лейтенант Советской Армии, участник Великой Отечественной войны, Герой Советского Союза (1945).

## Биография
Дмитрий Панфилов родился 15 октября 1913 года в селе Бурлин (ныне — Бурлинский район Западно-Казахстанской области Казахстана). После окончания семи классов школы проживал и работал в Джалал-Абаде. В 1935—1937 годах служил в Рабоче-крестьянской Красной Армии. В июне 1941 года Панфилов повторно был призван в армию. С июля того же года — на фронтах Великой Отечественной войны. В 1942-м командование направляет его в Саратовское танковое училище, после окончания которого в 1944-м младшего лейтенанта Панфилова назначают командиром танкового взвода 170-й танковой бригады. В 1944 году Панфилов окончил танковое училище.
К августу 1944 года младший лейтенант Дмитрий Панфилов командовал взводом 170-й танковой бригады 18-го танкового корпуса 2-го Украинского фронта. Отличился во время Ясско-Кишинёвской операции. 21 августа 1944 года взвод Панфилова, находясь в разведке, перерезал пути отхода румынской пехотной дивизии, нанеся ей большие потери. 25 августа 1944 года в бою за румынский населённый пункт Строешти Панфилов, оказавшись в окружении, в течение суток вёл бой с превосходящими силами противника, уничтожив 3 артиллерийских орудия, 5 БТР, 2 автомашины, более 80 вражеских солдат и офицеров.
Указом Президиума Верховного Совета СССР от 24 марта 1945 года за «мужество и героизм, проявленные в Ясско-Кишинёвской операции» лейтенант Дмитрий Панфилов был удостоен высокого звания Героя Советского Союза с вручением ордена Ленина и медали «Золотая Звезда» за номером 4810.
Участвовал в Параде Победы. В 1946 году в звании лейтенанта Панфилов был уволен в запас. Проживал и работал сначала в Джалал-Абаде, затем в Фергане. Умер 10 декабря 1985 года, похоронен в Фергане.
Был также награждён орденами Красного Знамени, Отечественной войны 1-й и 2-й степеней, рядом медалей.